# 함은정
함은정(咸𤨒晶, 1988년 12월 12일 ~ )은 대한민국의 가수, 배우이다.

## 학력
- 동국대학교 공연예술학부 휴학

## 생애
1988년 12월 12일에 태어났다. 티아라가 공식적인 데뷔를 갖기 이전에는 지애가 리더였지만 그룹을 탈퇴하게 되어 그 후임으로 은정이 리더를 맡았었으며, 티아라의 리더 교체 규칙으로 현재는 큐리가 리더를 맡고 있는데, 연기자로 활동시에는 본명을 공식적으로 쓰기도 한다. 
1995년 리틀 미스코리아 선발대회 출신이자 공인 3단 유단자이며, 3년 동안 판소리를 배웠다. 
2012년 9월 8일, 드라마 《야인시대》의 김무옥으로 유명하며 KBS 연예대상을 수상한 1973년생 개그맨 이혁재와 결혼하여 정식으로 부부가 되었으며, 2015년에는 ELSIE 라는 예명으로 티아라에서 세 번째로 솔로 데뷔를 하였다.
2017년 영화 《실종 2》에서 원톱 주인공으로 출연하여 도시적이고 세련된 이미지를 벗고 액션 연기를 선보였다.

## 사건 및 사고
- 2011년 11월 14일 드라마 <인수대비> 촬영 중 추운 날씨와 빨리 달리는 말 때문에 말 고삐를 놓쳐서 말 위에서 굴러 떨어지는 낙마 사고가 발생하였다.[2][3]
- 2012년 1월 24일 오후 11시 50분 정도에 러비 더비 안무연습 후 집에 돌아가던 도중에 갑작스런 폭설로 얼어붙은 길에서 넘어져, 왼쪽 무릎의 슬개골 지지대가 파열돼 전치 6주의 진단을 받았다.[4][5][6]

## 출연 작품

### 텔레비젼 드라마
| 연도 | 방송사                    | 제목                                | 역할                 |
| ---- | ------------------------- | ----------------------------------- | -------------------- |
| 1995 | KBS1                      | 신세대 보고 어른들은 몰라요         |                      |
| 2003 | EBS1                      | 청소년 문학관 - 내가 닻을 내린 이유 | 현이                 |
| 2004 | SBS                       | 작은 아씨들                         | 정현득 아역          |
| 2004 | SBS                       | 토지                                | 봉순 아역            |
| 2005 | SBS                       | 귀엽거나 미치거나                   | 은정                 |
| 2005 | SBS                       | 건빵선생과 별사탕                   | 혜주                 |
| 2005 | SBS                       | 프라하의 연인                       | 최유리               |
| 2006 | MBC                       | 궁                                  | 발레 연습생          |
| 2006 | MBC                       | MBC 베스트극장 - 라이카의 여름      | 을화                 |
| 2008 | SBS                       | 왕과 나                             | 길녀                 |
| 2010 | SBS                       | 커피하우스                          | 강승연               |
| 2011 | KBS2                      | 드림하이                            | 윤백희               |
| 2011 | KBS1                      | 근초고왕                            | 진아이 (아이부인)    |
| 2011 | JTBC                      | 인수대비                            | 어린 한정 (인수대비) |
| 2014 | SBS                       | 끝없는 사랑                         | 태초애               |
| 2015 | KBS2                      | 오늘부터 사랑해                     | 민채원               |
| 2017 | MBC                       | 별별 며느리                         | 황은별               |
| 2018 | KBS2                      | 러블리 호러블리                     | 신윤아               |
| 2021 | KBS1                      | 속아도 꿈결                         | 한다발               |
| 2021 | KBS2                      | 사랑의 꽈배기                       | 오소리               |
| 2022 | KBS2                      | 붉은 단심                           | 중전 (특별출연)      |
| 2024 | KBS 1TV                   | 수지맞은 우리                       | 진수지/진수경        |
| 2024 | 스튜디오 X+U & U+모바일tv | 타로                                |                      |

### 예능
| 연도   | 방송사        | 제목                                                          |
| ------ | ------------- | ------------------------------------------------------------- |
| 2011년 | MBC           | 우리 결혼했어요                                               |
| 2013년 | MBC MUSIC     | 쇼 챔피언                                                     |
| 2016년 | E채널         | 직진의 달인                                                   |
| 2018년 | MBC           | 미스터리 음악쇼 복면가왕 (참가자 - 머리 빨간 사춘기 딸기소녀) |
| 2023년 | tvN           | 줄 서는 식당                                                  |
| 2023년 | tvN•tvN STORY | 골프스타K                                                     |
| 2023년 | JTBC          | 차이나는클라스 위대한질문                                     |
| 2024년 | 유튜브        | 노빠꾸 탁재훈                                                 |

### 극장용 텔레비전 드라마
- 2006년 '동방신기' - 지구에서 연애중 - 여고생 윤희수 역[7]

### 웹드라마
- 2015년 네이버 TV캐스트 달콤한 유혹(온리포유) - 은진 역

### 영화
| 연도   | 제목                | 역할         |
| ------ | ------------------- | ------------ |
| 1999년 | 아롱이의 대탐험     | 송이 역      |
| 2001년 | Dodge Go! Go!       | 민상미 역    |
| 2002년 | 마들렌              | 어린 성혜 역 |
| 2005년 | 야수와 미녀         | 해미 역      |
| 2006년 | 아이스케키          | 미숙 역      |
| 2006년 | 조용한 세상         | 김민희 역    |
| 2008년 | 고사: 피의 중간고사 | 김지원 역    |
| 2011년 | 화이트              | 은주 역      |
| 2011년 | 기생령              | 특별출연     |
| 2017년 | 실종 2              | 선영 역      |
| 2020년 | 이름 없는 바다      | 은정 역      |
| 2021년 | 아이윌 송           | 물결 역      |

### 뮤직비디오
| 연도   | 제목                          | 음악가                 | 역할   |
| ------ | ----------------------------- | ---------------------- | ------ |
| 2007년 | 가시리                        | SG 워너비, KCM         |        |
| 2007년 | 천둥 + 한사람만               | FT 아일랜드            | 여고생 |
| 2007년 | 남자의 첫사랑은 무덤까지 간다 | FT 아일랜드            |        |
| 2007년 | 사랑앓이                      | FT 아일랜드            |        |
|        |                               |                        |        |
| 2010년 | 시간아 멈춰라                 | 다비치                 |        |
| 2010년 | 삐리뽐 빼리뽐                 | 남녀공학               |        |
| 2011년 | 내가 이렇지                   | 지아                   |        |
| 2012년 | 알아요                        | 양파, 소연, 씨야(보람) |        |

### 광고
| 연도   | 제목                  | With                 |
| ------ | --------------------- | -------------------- |
| 2012년 | KDB대우증권           |                      |
| 2011년 | 토니모리              | 송중기               |
| 2011년 | 룩옵티컬              | 2PM                  |
| 2011년 | 스프리스              | 김수현               |
| 2010년 | 테딘워터파크          |                      |
| 2010년 | EVER 몽글몽글폰       | 윤시윤               |
| 2010년 | 맨소래담 아크네스     | 송준근               |
| 2006년 | SK 행복도시락         |                      |
| 2005년 | 농림부 쌀 캠페인      | 강수정               |
| 2005년 | 소나타                | 배용준, 기범         |
| 2005년 | 지구화학 컬러스플리츠 |                      |
| 2004년 | 삼양라면              |                      |
| 2004년 | 아침햇살              |                      |
| 2004년 | 양파링                |                      |
| 2004년 | 성광전자 쿠쿠         | 김희애               |
| 2003년 | SK텔레콤 011팅        | 장근석, 보아, 고아라 |
| 2003년 | 국정홍보처            |                      |
| 2003년 | 롯데제과 쬰쬬니       |                      |
| 2003년 | 농심 쫄병스낵면       | 지상렬               |
| 2003년 | 아이비클럽            | 신화                 |
| 2002년 | RUJeans (f/w 화보)    | god                  |
| 2002년 | 모띠                  |                      |
| 2002년 | 디딤돌                |                      |
| 1998년 | 농심 제주 삼다수      |                      |

## 홍보대사
- 2011년 3월 8일 전의경 홍보대사[10]
- 2017년 제9회 강릉커피축제 홍보대사
- 2022년 제25회 춘사 영화제 홍보대사
- 2023년 제19회 제천국제음악영화제 홍보대사

## 수상 및 후보
| 연도 | 시상식                    | 부문                             | 작품            | 결과 |
| ---- | ------------------------- | -------------------------------- | --------------- | ---- |
| 2010 | SBS 연기대상              | 뉴스타상                         | 커피하우스      | 수상 |
| 2011 | MBC 연예대상              | 버라이어티부문 여자 신인상       | 우리 결혼했어요 | 수상 |
| 2017 | MBC 연기대상              | 여자 신인연기상                  | 별별 며느리     | 후보 |
| 2017 | MBC 연기대상              | 연속극부문 여자 우수연기상       | 별별 며느리     | 후보 |
| 2017 | 제1회 신필름 예술영화제   | 인기상                           | 실종 2          | 수상 |
| 2021 | KBS 연기대상              | 여자 조연상                      | 속아도 꿈결     | 수상 |
| 2022 | KBS 연기대상              | 일일드라마부분 여자 우수연기상   | 사랑의 꽈배기   | 후보 |
| 2024 | 제10회 에이판 스타 어워즈 | 장편드라마부문 여자 최우수연기상 | 수지 맞은 우리  | 후보 |
| 2024 | KBS 연기대상              | 일일드라마부문 여자 우수연기상   | 수지 맞은 우리  | 수상 |
| 2024 | KBS 연기대상              | 여자 인기상                      | 수지 맞은 우리  | 후보 |
| 2024 | KBS 연기대상              | 베스트 커플상 (with 백성현)      | 수지 맞은 우리  | 수상 |